# Microtus richardsoni
Microtus richardsoni là một loài động vật có vú trong họ Cricetidae, bộ Gặm nhấm. Loài này được DeKay mô tả năm 1842.